# Pseudochalceus
Pseudochalceus és un gènere de peixos de la família dels caràcids i de l'ordre dels caraciformes.

## Taxonomia
- Pseudochalceus bohlkei (Orcés, 1967)
- Pseudochalceus kyburzi (Schultz, 1966)[2]
- Pseudochalceus lineatus (Kner, 1863)[3]
- Pseudochalceus longianalis (Géry, 1972)[4][5][6][7][8][9][10][11]